# 299
299 је била проста година.

## Догађаји
- У част Галеријеве победе над Персијанцима подигнут је тријумфални лук у Солуну.
- Тиран је изабран за митрополита антиохијског.
- Гај Аурелије Валерије Диоклецијан и Марко Аурелије Валерије Максимијан — конзули у Риму.